# Romeu e Julieta (especiais de televisão)
Romeu e Julieta são três especiais de televisão brasileiros protagonizados por Ronald Golias e Hebe Camargo, exibidos em 1968 pela RecordTV e em 1990 e 2003 pelo SBT. Todos os especiais são uma paródia humorística da peça de teatro homônima de William Shakespeare.

## Romeu e Julieta(1968)
O primeiro especial foi ao ar em 1968 pela RecordTV.
| Ator                      | Personagem         |
| ------------------------- | ------------------ |
| Hebe Camargo              | Julieta Capuleto   |
| Ronald Golias             | Romeu Montecchio   |
| Walter D'Ávila            | Sr Capuleto        |
| ?                         | Sr Montecchio      |
| Carmen Verônica           | Sra Capuleto       |
| ?                         | Sra Montecchio     |
| Nair Bello                | Ama de Julieta     |
| Carlos Alberto de Nóbrega | Amigo de Romeu     |
| Mussum                    | Baltazar           |
| Manuel de Nóbrega         | Frei Lourenço      |
| Chocolate                 | Rigo Capuleto      |
| Clayton Silva             | Gregório           |
| ?                         | Sansão             |
| George Freedman           | Príncipe de Verona |
| Waldireni                 | Princesa de Verona |
| ?                         | Primo de Romeu     |
| ?                         | Páris              |

## A Verdadeira História de Romeu e Julieta(1990)
O segundo especial foi produzido em 1990 e exibido pelo SBT, novamente com Ronald Golias e Hebe Camargo nos papéis principais. O especial contou com roteiro escrito por Carlos Alberto de Nóbrega e direção de Hélio Vargas.
| Ator                      | Personagem        |
| ------------------------- | ----------------- |
| Ronald Golias             | Romeu Montecchio  |
| Hebe Camargo              | Julieta Capuleto  |
| Luís Carlos Miele         | Pai de Julieta    |
| Consuelo Leandro          | Mãe de Julieta    |
| Fafy Siqueira             | Mãe de Romeu      |
| Carlos Imperial           | Pai de Romeu      |
| Carlos Alberto de Nóbrega | Amigo de Romeu    |
| Nair Bello                | Aia               |
| Agnaldo Rayol             | Amigo de Romeu    |
| Geraldo Alves             | Prefeita Erundina |
| Ronnie Von                | Frei Lourenço     |
| Fábio Jr.                 | ?                 |

## Romeu e Julieta(2003)
A terceira versão foi exibida em 29 de setembro de 2003 pelo SBT, com direção de Simone Lopes. Esta versão também foi protagonizada por Ronald Golias e Hebe Camargo, contracenando com várias participações especiais e referências à vida pessoal dos atores do elenco, como o bordão "café no bule" do apresentador Ratinho e a menção do casamento de Marília Gabriela com Reynaldo Gianecchini.
| Ator                      | Personagem         |
| ------------------------- | ------------------ |
| Ronald Golias             | Romeu              |
| Hebe Camargo              | Julieta            |
| Ratinho                   | Senhor Capuleto    |
| Jussara Freire            | Senhora Capuleto   |
| Débora Duarte             | Senhora Montecchio |
| Reginaldo Rossi           | Senhor Montecchio  |
| Carlos Alberto de Nóbrega | Amigo de Romeu     |
| Agnaldo Rayol             | Bertoldo           |
| Marília Gabriela          | Aia                |
| Tiririca                  | Conde de Veneza    |
| Grupo Rouge               | Amigas de Julieta  |
| Zezé di Camargo e Luciano | ?                  |
| Família Lima              | ?                  |